# Franz von Suppé

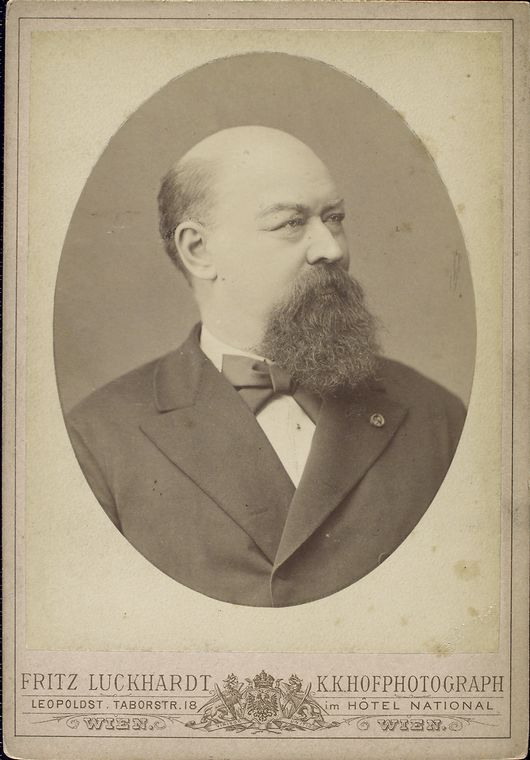
Franz von Suppé

Franz von Suppé, původním jménem Francesco Ezechielle Ermenegildo de Suppé-Demelli (18. dubna 1819, Split – 21. května 1895, Vídeň) byl rakouský operetní skladatel a zakladatel vídeňské operety belgického původu. Celkově pro divadlo zkomponoval více než 300 větších či menších hudebních děl, ze kterých jej však proslavily hlavně jeho operety.

## Život
Pocházel z belgické rodiny, která se přestěhovala nejprve do italského města Cremona a později do Splitu, kde se jeho otec stal okresním komisařem. Jeho matka pocházela z česko-polské rodiny žijící ve Vídni. Mládí prožil v Zadaru, kde se učil hře na flétnu a zpíval v pěveckém sboru. Hudební teorii jej učil místní vojenský kapelník. Jako třináctiletý zkomponoval mši, ve které se jednoznačně projevil jeho hudební talent. Navzdory tomu jeho otec neměl příliš pochopení pro synovy hudební ambice. Později se mladý Franz přestěhoval do Padovy, kde měl původně studovat právo, ale jeho více přitahovalo studium hudby.

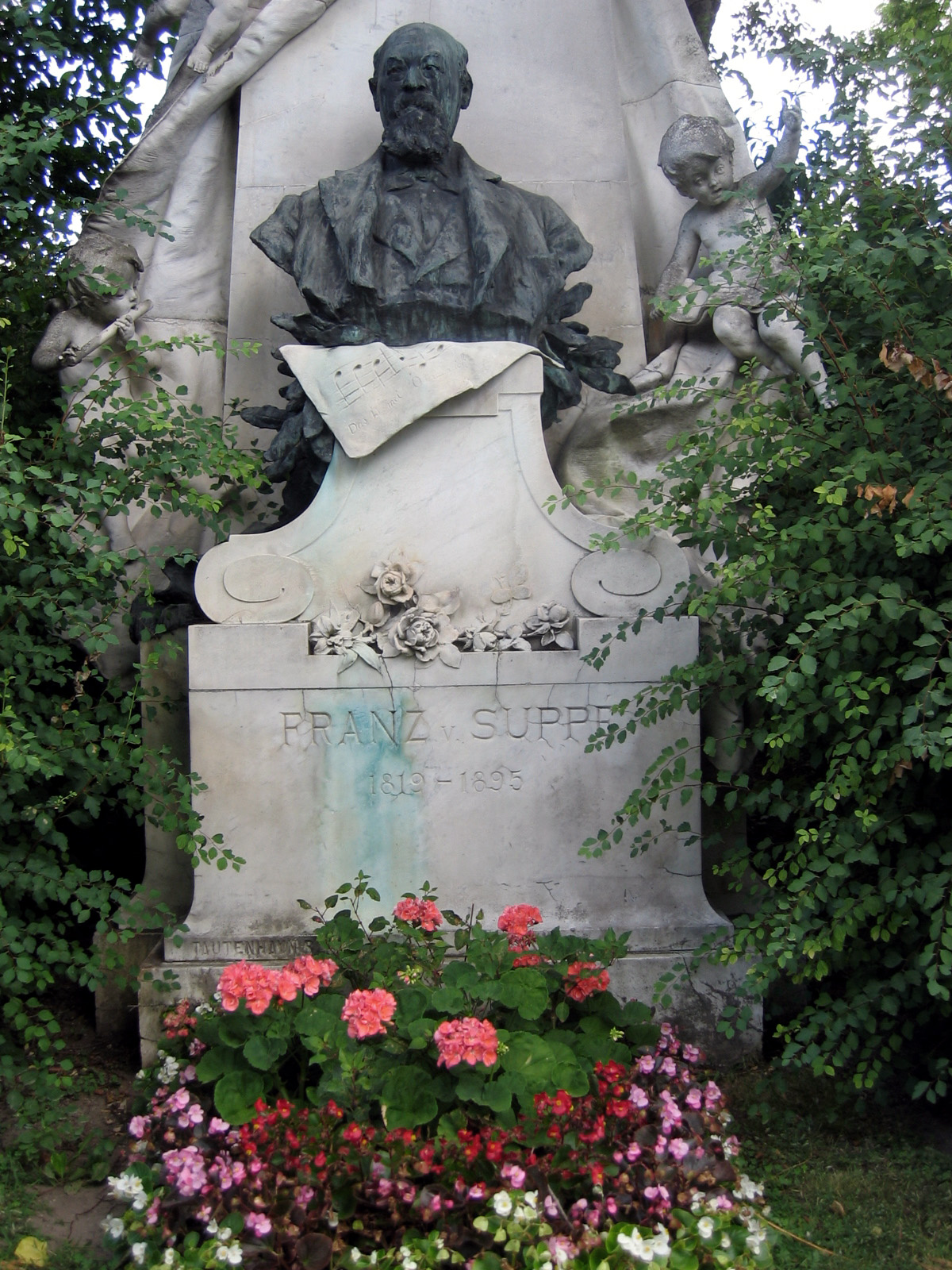
Hrob Franze von Suppé na Centrálním hřbitově ve Vídni

## Tvorba
Do Vídně se dostal v roce 1835, když mu zemřel otec. Pokračoval ve studiu hudby a pokoušel se komponovat opery, Virginia (1837) a Gertrude della valle (1841), které však nikdy nebyly uvedeny. V roce 1840 jej ředitel divadla Theater in der Josefstadt zaměstnal jako dirigenta. Po nějakou dobu působil i v Bratislavě. Jeho první komické hudební dílo Jung lustig, im Alter traurig, uvedené v tomto divadle, se nesetkalo s výrazným úspěchem. Jako dirigent se však skvěle osvědčil, když v roce 1842 dirigoval operu Nápoj lásky od Gaetana Donizettiho, se kterým jej vázal vzdálený příbuzenský vztah. Donizettiho nadaný mladík zaujal, spřátelil se s ním a ochotně mu pomohl v jeho kariéře svými radami, zkušenostmi, ale i svým osobním vlivem. V roce 1844 uvedli jeho dílo Ein Morgen, ein Mittag und ein Abend in Wien. Ve Vídni se stával stále více známějším nejen jako dirigent, ale i jako hudební skladatel. V roce 1845 byl zaměstnán v Theater an der Wien a v 60. a 70. letech 19. století pracoval v Carl Theater, kde byly uvedeny i jeho operety.
V revolučním roce 1848 zkomponoval hymnickou píseň Das ist mein Österreich, která se stala druhou rakouskou hymnou. Po příchodu Offenbachových operet do Vídně vycítil nové možnosti děl skládajících se z příjemných melodií, rychlých rytmů, zpěvu, tance a jisté lehkovážnosti.
Dne 24. listopadu 1860 měla premiéru jeho první opereta Dívčí škola (Das Pensionat), která už dosáhla jistého úspěchu a znamenala vlastně zrod Vídeňské operety. Suppé úspěšně skloubil offenbachovskou operetu s vídeňskou hudební tradicí. Operetám dopřál i výrazné a kvalitní předehry, které se hrávají dodnes také jako samostatné orchestrální skladby.
Rozhodný úspěch však zaznamenal v roce 1865 svojí operetou Krásná Galatea (Die schöne Galathée), která měla premiéru 9. září. Z dalších autorových operet jsou nejvýznamnější Fatinitza (1876) a Boccaccio (1879), proslavily se také předehry k operetám Básník a sedlák a Lehká kavalerie.
V roce 1876 byl Suppé kapelníkem dvorní kapely knížete Johanna II. z Lichtenštejna na zámku ve Valticích.

## Seznam operet
- 1860 Das Pensionat, Dívčí škola
- 1862 Zehn Mädchen und kein Mann
- 1865 Die schöne Galethée, Krásná Galatea
- 1866 Leichte Kavallerie, Lehká kavalerie
- 1867 Banditenstreiche
- 1876 Fatinitza
- 1879 Boccaccio
- 1880 Dona Juana
- 1881 Der Gasconer
- 1883 Afrikareise
- 1888 Jagd nach dem Glück, Honba za štěstím